# Tropidoscincus variabilis
Tropidoscincus variabilis är en ödleart som beskrevs av  Bavay 1869. Tropidoscincus variabilis ingår i släktet Tropidoscincus och familjen skinkar. IUCN kategoriserar arten globalt som livskraftig. Inga underarter finns listade i Catalogue of Life.